# Zwemmen op de Olympische Zomerspelen 2020 – 200 meter rugslag vrouwen
De 200 meter rugslag vrouwen op de Olympische Zomerspelen 2020 vond plaats op 29 juli, series, 30 juli, halve finales, en 31 juli 2021, finale. Na afloop van de series kwalificeerden de zestien snelste zwemmers zich voor de halve finales, de snelste acht uit de halve finales gingen door naar de finale. Regerend olympisch kampioene was Madeline Dirado.

## Records
Voorafgaand aan het toernooi waren dit het wereldrecord en het olympisch record
| Wereldrecord     | Regan Smith    | 2.03,35 | Gwangju | 26 juli 2019    |
| Olympisch record | Missy Franklin | 2.04,06 | Londen  | 3 augustus 2012 |

## Uitslagen

### Series
| Rang | Serie | Baan | Naam                  | Land                   | Tijd    | Bijz. |
| ---- | ----- | ---- | --------------------- | ---------------------- | ------- | ----- |
| 1    | 4     | 4    | Kaylee McKeown        | Australië              | 2.08,18 | Q     |
| 2    | 4     | 5    | Kylie Masse           | Canada                 | 2.08,23 | Q     |
| 2    | 2     | 4    | Rhyan White           | Verenigde Staten       | 2.08,23 | Q     |
| 4    | 2     | 5    | Phoebe Bacon          | Verenigde Staten       | 2.08,30 | Q     |
| 5    | 2     | 6    | Liu Yaxin             | China                  | 2.08,36 | Q     |
| 6    | 4     | 3    | Taylor Ruck           | Canada                 | 2.08,87 | Q     |
| 7    | 3     | 2    | Peng Xuwei            | China                  | 2.09,03 | Q     |
| 8    | 3     | 5    | Emily Seebohm         | Australië              | 2.09,10 | Q     |
| 8    | 4     | 6    | Katalin Burián        | Hongarije              | 2.09,10 | Q     |
| 10   | 3     | 6    | Lena Grabowski        | Oostenrijk             | 2.09,77 | Q     |
| 11   | 2     | 1    | Tatiana Salcuțan      | Moldavië               | 2.09,98 | Q     |
| 12   | 3     | 4    | Margherita Panziera   | Italië                 | 2.10,26 | Q     |
| 13   | 4     | 7    | Laura Bernat          | Polen                  | 2.10,37 | Q     |
| 14   | 4     | 2    | África Zamorano       | Spanje                 | 2.10,72 | Q     |
| 15   | 4     | 8    | Aviv Barzelay         | Israël                 | 2.11,13 | Q     |
| 16   | 2     | 2    | Sharon van Rouwendaal | Nederland              | 2.11,24 | Q     |
| 17   | 1     | 4    | Ingeborg Løyning      | Noorwegen              | 2.11,68 |       |
| 18   | 2     | 7    | Lee Eun-ji            | Zuid-Korea             | 2.11,72 |       |
| 19   | 3     | 7    | Daryna Zevina         | Oekraïne               | 2.12,30 |       |
| 20   | 3     | 3    | Katinka Hosszú        | Hongarije              | 2.12,84 |       |
| 21   | 2     | 3    | Cassie Wild           | Groot-Brittannië       | 2.12,93 |       |
| 22   | 3     | 1    | Darja Oestinova       | Russische ploeg        | 2.13,72 |       |
| 23   | 1     | 5    | Celina Márquez        | El Salvador            | 2.14,72 |       |
| 24   | 4     | 1    | Ali Galyer            | Nieuw-Zeeland          | 2.15,16 |       |
| 25   | 3     | 8    | Simona Kubová         | Tsjechië               | 2.15,81 |       |
| 26   | 1     | 3    | Felicity Passon       | Seychellen             | 2.16,18 |       |
| 27   | 2     | 8    | Krystal Lara          | Dominicaanse Republiek | 2.18,63 |       |

### Halve finales
| Rang | Serie | Baan | Naam                  | Land             | Tijd    | Bijz. |
| ---- | ----- | ---- | --------------------- | ---------------- | ------- | ----- |
| 1    | 1     | 6    | Emily Seebohm         | Australië        | 2.07,09 | Q     |
| 2    | 1     | 5    | Phoebe Bacon          | Verenigde Staten | 2.07,10 | Q     |
| 3    | 1     | 4    | Rhyan White           | Verenigde Staten | 2.07,28 | Q     |
| 4    | 2     | 5    | Kylie Masse           | Canada           | 2.07,82 | Q     |
| 5    | 2     | 4    | Kaylee McKeown        | Australië        | 2.07,93 | Q     |
| 6    | 2     | 3    | Liu Yaxin             | China            | 2.08,65 | Q     |
| 7    | 1     | 3    | Taylor Ruck           | Canada           | 2.08,73 | Q     |
| 8    | 2     | 6    | Peng Xuwei            | China            | 2.08,76 | Q     |
| 9    | 1     | 7    | Margherita Panziera   | Italië           | 2.09,54 |       |
| 10   | 2     | 2    | Katalin Burián        | Hongarije        | 2.09,65 |       |
| 11   | 2     | 7    | Tatiana Salcuţan      | Moldavië         | 2.10,09 |       |
| 12   | 1     | 2    | Lena Grabowski        | Oostenrijk       | 2.10,10 |       |
| 13   | 1     | 1    | África Zamorano       | Spanje           | 2.10,42 |       |
| 14   | 2     | 1    | Laura Bernat          | Polen            | 2.12,86 |       |
| 15   | 2     | 8    | Aviv Barzelay         | Israël           | 2.12,93 |       |
| 16   | 1     | 8    | Sharon van Rouwendaal | Nederland        | 2.12,98 |       |

### Finale
| Rang   | Baan | Naam           | Land             | Tijd    | Bijz. |
| ------ | ---- | -------------- | ---------------- | ------- | ----- |
| Goud   | 2    | Kaylee McKeown | Australië        | 2.04,68 |       |
| Zilver | 6    | Kylie Masse    | Canada           | 2.05,42 |       |
| Brons  | 4    | Emily Seebohm  | Australië        | 2.06,17 |       |
| 4      | 3    | Rhyan White    | Verenigde Staten | 2.06,39 |       |
| 5      | 5    | Phoebe Bacon   | Verenigde Staten | 2.06,40 |       |
| 6      | 1    | Taylor Ruck    | Canada           | 2.08,24 |       |
| 7      | 8    | Peng Xuwei     | China            | 2.08,26 |       |
| 8      | 7    | Liu Yaxin      | China            | 2.08,48 |       |